# Pietro La Fontaine
Pietro La Fontaine (Viterbo, 29 de Novembro de 1860 ; † 9. Julho 1935 em Villa Fietta ) foi Arcebispo e Patriarca de Veneza .

## Vida
Nasceu em Viterbo em 29 de novembro de 1860; seu pai, Francesco, era um relojoeiro de origem suíça, enquanto sua mãe, Maria Bianchini, era uma rica burguesa de Viterbo. Foi ordenado sacerdote em 22 de dezembro de 1883 pelo arcebispo ad personam de Viterbo e Toscana Giovanni Battista Paolucci; mais tarde permaneceu por mais de vinte anos na capital Tuscia, onde dirigiu o seminário diocesano local.
Tal como o seu pai, ele inicialmente manteve a cidadania suíça. Em 1904, porém, iniciou o processo de obtenção da cidadania italiana, instado pelo Papa Pio X. Em julho de 1906 foi nomeado capelão do estabelecimento penal de Santa Maria in Gradi, perto de Viterbo, por Giolitti, na qualidade de Ministro do Interior. Na verdade, ele exerceu a capelania até fevereiro de 1907.
Enquanto isso, Pio X o nomeou bispo de Cassano all'Ionio em 6 de dezembro de 1906. Entrou na diocese em março de 1907. A partir do verão de 1907 realizou a visita pastoral à diocese. Como bispo de Cassano all'Ionio, também contribuiu para a organização de atividades de socorro e assistência após o terremoto de 28 de dezembro de 1908, que atingiu desastrosamente as cidades de Messina e Reggio Calabria.
Durante o episcopado cassense, em nome de Pio Em 1908 realizou visitas apostólicas à arquidiocese de Pisa, às dioceses de Massa Marittima e Volterra e em 1909 visitas semelhantes à arquidiocese de Malta e à diocese de Gozo.
Então, em abril de 1910, Pio Como secretário da Congregação dos Ritos colaborou ativamente nas reformas litúrgicas empreendidas por Pio
Ele foi nomeado patriarca de Veneza em 5 de março de 1915 pelo Papa Bento XV. em 1921 optou pelo título de Santos XII Apóstolos. Participou do conclave de 1922, durante o qual foi eleito o Papa Pio XI. Este último confiou-lhe numerosas tarefas importantes nos anos seguintes: no outono de 1922 foi nomeado representante papal nas comemorações do centenário de Canova; em 4 de maio de 1927 foi nomeado legado papal no V Congresso Eucarístico das Marcas em Ancona; em 30 de agosto de 1933 foi nomeado legado papal a Viena para as celebrações do duzentos e cinquenta anos da segunda libertação da cidade (1683) e por ocasião do primeiro Allgemeiner Deutscher Katholikentag (7-12 de setembro de 1933). Em 22 de abril de 1924 foi recebido como Capelão da Sagrada Ordem Militar Constantiniana.
Deve-se notar como, naquele famoso e muito difícil conclave, La Fontaine foi um dos cardeais mais votados (alcançando 23 votos dos 36 necessários para ser eleito na décima primeira votação), pela grande estima que gozava, por o seu espírito de bondade e os enormes sacrifícios pessoais que impôs a si mesmo, tanto nos últimos anos da Primeira Guerra Mundial como no período imediato do pós-guerra, para levar ajuda aos menos favorecidos. Em 1924, mantendo distância do fascismo, declarou que, pela graça de Deus, era «tetrágono a tais histórias», e que seguiria «as directivas da Igreja, pensando em ser o pai de todos, popular, fascista, socialista, etc., para reduzir todos a Deus".
Morreu no seminário menor de Fietta di Paderno del Grappa. Em 12 de julho de 1935, foram celebrados funerais solenes em Veneza e o corpo foi sepultado no templo votivo do Lido de Veneza, até 8 de julho de 1959, quando foi transferido para a cripta da Basílica de São Marcos. Em 1960 foi aberta a causa de beatificação.

## Link Externo
- Salvador Miranda. «LaFontaine, Pietro». fiu.edu – The Cardinals of the Holy Roman Church (em inglês). Universidade Internacional da Flórida. Consultado em 13 de agosto de 2016
- Cheney, David M. «Pietro La Fontaine» (em inglês). Catholic-Hierarchy.org